# HSV The Stags
HSV The Stags is een Nederlandse honkbal- en softbalclub uit Etten-Leur.

## Geschiedenis
Op 3 november 1969 werd The Stags officieel opgericht. Het is een van de oudste honk- en softbalverenigingen in West-Brabant.
Als clubnaam werd gekozen voor "The Stags", een afgeleide van "The California Stags". 

## Teams
Er zijn bij The Stags 12-teams. Er zijn 3 honkbalseniorenteams, 1 honkbaljuniorenteam, 1 honkbalaspirantenteam, 2 honkbalpupillenteam, 1 seniorensoftbalteam, 1 Juniorensoftbalteam, 1 softbalpupillenteam, 1 beeballteam en 1 recreatief softbaldamesteam (The Golden Girls).

## Accommodatie
Sinds 2013 hebben The Stags een nieuw sportcomplex aan de Kempenerrandweg. Hier is 1 hoofdveld, met verlichting, en 1 softbalveld.